# Ruy Gonçalo do Valle Peixoto de Villas Boas
Ruy Gonçalo do Valle Peixoto de Villas Boas (Oporto, 27 de noviembre de 1937) es un diplomático, escritor e ingeniero portugués.

## Biografía
Es licenciado en ingeniería química industrial por la Universidad de Oporto.
Tras finalizar sus estudios superiores, realizó el servicio militar en las Fuerzas Armadas de Portugal. Empezó a trabajar como ingeniero en la Compañía Portuguesa del Tabaco, en la que llegó a ser director de investigación y desarrollo. Al mismo tiempo fue miembro del Centro de Cooperación para la Investigación Científica Relativa al Tabaco (CORESTA) y de la Organización Internacional de Normalización (ISO).
En 1984 pasó a formar parte de la delegación portuguesa de la Soberana Orden Militar y Hospitalaria de San Juan de Jerusalén, de Rodas y de Malta, más conocida como Orden de Malta. Hizo su voto de obediencia en 1966 y, en 2008, tras el fallecimiento de su esposa Maria da Conceição, tomó los votos solemnes como Caballero Profeso.
En la Orden ha tenido diversos cargos de responsabilidad, entre los que se encuentran: el de Delegado del Gran Maestre en Brasil, Consejero, Canciller, Vicepresidente de la Delegación Portuguesa y Delegado Adjunto de las Delegaciones Nacionales, entre otros.
Desde hace años también se ocupa personalmente de las necesidades materiales y espirituales de los reclusos en un centro penitenciario de Portugal, participa en las peregrinaciones que hace la orden al Santuario de Fátima y al Santuario de Lourdes y ha escrito diversos libros y artículos sobre la Orden de Malta.
En el Capítulo General del 30 al 31 de mayo de 2014, fue elegido miembro del Consejo de Gobierno por un período de cinco años, el cual es desde mayo de 2014 hasta abril de 2019.
En el Capítulo General del 1 de mayo de 2019 fue elegido Gran Comendador. 
El 29 de abril de 2020, tras el fallecimiento del 80.º Gran Maestre Giacomo Dalla Torre del Tempio di Sanguinetto, fue elegido para asumir las funciones de lugarteniente ad interim.
| Predecesor: Giacomo Dalla Torre del Tempio di Sanguinetto | Príncipe y Gran Maestre de la Soberana Orden Militar de Malta (Lugarteniente interino) 2020 | Sucesor: Marco Luzzago |

- Datos: Q92413658